# Szurdok (Románia)
Szurdok (románul: Strâmtura, jiddisül סטרימטרה) falu Romániában, Máramaros megyében, a történeti Máramarosban.

## Fekvése
Máramarosszigettől 28 kilométerre délkeletre, az Iza jobb partján fekszik.

## Nevének eredete
Román és magyar neve azonos jelentésű. Valószínűleg az Izának a falu és Barcánfalva között, a Piatra Țiganului és Prisaca hegyek alkotta szűkületéről kapta. 1326-ban terra Zurduky, 1407-ben Zwrduk néven szerepelt. 1408-ban mint Borzanfalva is előfordult, ami arra utal, hogy az alapító Szaniszló kenéz apjának, Sztánnak a másik neve Borzan volt.

## Története
1326 után telepítette Sztán fia Szaniszló (Stanislaus) kenéz, román lakossággal. 1411-ben Bogdán fia János, a Dolhai család alapítója szerezte meg. A későbbiekben jobbágyfalu volt. 1848-ban görögkatolikus papja, Man János nemzetőrtisztként szolgált. Zsidó lakói híres kóser juhsajtot készítettek. (A legtöbb közülük a Stern családnevet viselte.)
1838-ban 1345 görögkatolikus és 30 zsidó vallású lakosa volt.
1910-ben 3287 lakosából 2899 volt román, 357 német (jiddis) és 31 magyar anyanyelvű; 2908 görögkatolikus és 357 zsidó vallású.
2002-ben 2932 lakosából 2931 volt román nemzetiségű; 2633 ortodox és 266 görögkatolikus vallású.

## Nevezetességei
- Görögkatolikus fatemploma 1771-ben épült és 1775-ben festették ki. Teljesen eltér a máramarosi fatemplomok megszokott stílusától.
- Máramarosban utolsóként itt használják még a havasi kürtöt.